# Tadeusz Powrózek
Tadeusz Andrzej Powrózek (ur. 2 września 1923 w Brzezówce, zm. 3 marca 1991 w Sanoku) – oficer UBP, polityk.

## Życiorys
Urodził się 2 września 1923 w Brzezówce w rodzinie chłopskiej jako syn Andrzeja i Apolonii z domu Cesarz . Ukończył szkołę powszechną. Następnie pracował jako rolnik w gospodarstwie rodzinnym. 
Podczas II wojny światowej kształcił się w szkole ogrodniczej ks. Jana Zwierza w Ropczycach. W trakcie okupacji niemieckiej pracował m.in. w obozie pracy w Bliznej. Po nastaniu władzy komunistycznej w Polsce w latach od 1944 do 1951 był zatrudniony w organach MO i UB pracując w Powiatowych Urzędach Bezpieczeństwa Publicznego (PUBP). Do służby bezpieczeństwa wstąpił 6 października 1944 w Ropczycach. 1 grudnia 1944 przystąpił do PPR. Brał udział w walkach z tzw. „reakcyjnym podziemiem” oraz w utrwalaniu władzy ludowej. W 1944 przebywał w powiecie ropczyckim. Początkowo służył w PUBP w Dębicy: od 6 października wzgl. 21 listopada 1944 jako wartownik plutonu ochoty, od 31 grudnia 1946 jako referent Referatu V, od 1 października 1947 do 1947 jako starszy referent Referatu V . Od 15 grudnia 1948 był starszym referentem Referatu V w PUBP w Sanoku, od 15 stycznia 1950 zastępcą szefa PUBP w Lubaczowie, po czym przeniesiony do PUBP w Przeworsku był od 15 czerwca 1950 zastępcą szefa, a od 15 stycznia do 31 lipca 1951 w stopniu porucznika szefem tegoż . Z dniem 31 lipca 1951 został zwolniony ze służby w trybie dyscyplinarnym – został aresztowany w ramach prowadzonej przez władze akcji skierowanej przeciw łamaniu zasad praworządności przez funkcjonariuszy UBP w Gryficach i na Rzeszowszczyźnie; po 6-miesięcznym okresie aresztu wyrokiem Wojskowego Sądu Rejonowego w Rzeszowie z 7 sierpnia 1952 został skazany z art. 140 Kodeksu Karnego Wojska Polskiego na karę pozbawienia wolności 1 roku (za zamknięcie zatrzymanego w ciemnicy, dwukrotne uderzenie go w szyję i oblanie zimną wodą).
W Sanoku pracował także w kopalnictwie naftowym, oddziale Rzeszowskiej Centrali Materiałów Budowlanych (RCMB), do 1954 Rzeszowskim Zjednoczeniu Budownictwa Przemysłowego (kierownik działu kadr). Od 1954 do lutego 1956 był kierownikiem Wojewódzkiego Zbioru Surowców Własnych w Sanoku. Od 26 marca 1956 do 29 listopada 1956 pełnił stanowisko przewodniczącego Prezydium Miejskiej Rady Narodowej (MRN) w Sanoku, powołany na to stanowisko po odsunięciu Kazimierza Surmana, mimo że nie był członkiem MRN. Odszedł ze stanowiska po przedstawieniu prośby o odwołanie. W 1956 został członkiem Komisji Handlu MRN. W 1960 uzyskał maturę i dysponował wykształceniem średnim ekonomicznym. Od 1957 do 1972 był dyrektorem Miejskiego Zarządu Budynków Mieszkalnych w Sanoku. Od 1972 był kierownikiem brygad remontowych w szpitalu ZOZ Sanok.
Od 1948 był członkiem PZPR. Od 1973 należał do Związku Bojowników o Wolność i Demokrację, był członkiem Koła Miejsko-Gminnego ZBoWiD w Sanoku, w którym 23 października 1988 został wybrany na funkcję wiceprzewodniczącego i kierował komisją socjalną (1989). W 1988 był emerytowanym pracownikiem gospodarki komunalnej i mieszkaniowej. W październiku 1989 zasiadł w Zarządzie Wojewódzkim ZBoWiD w Krośnie.

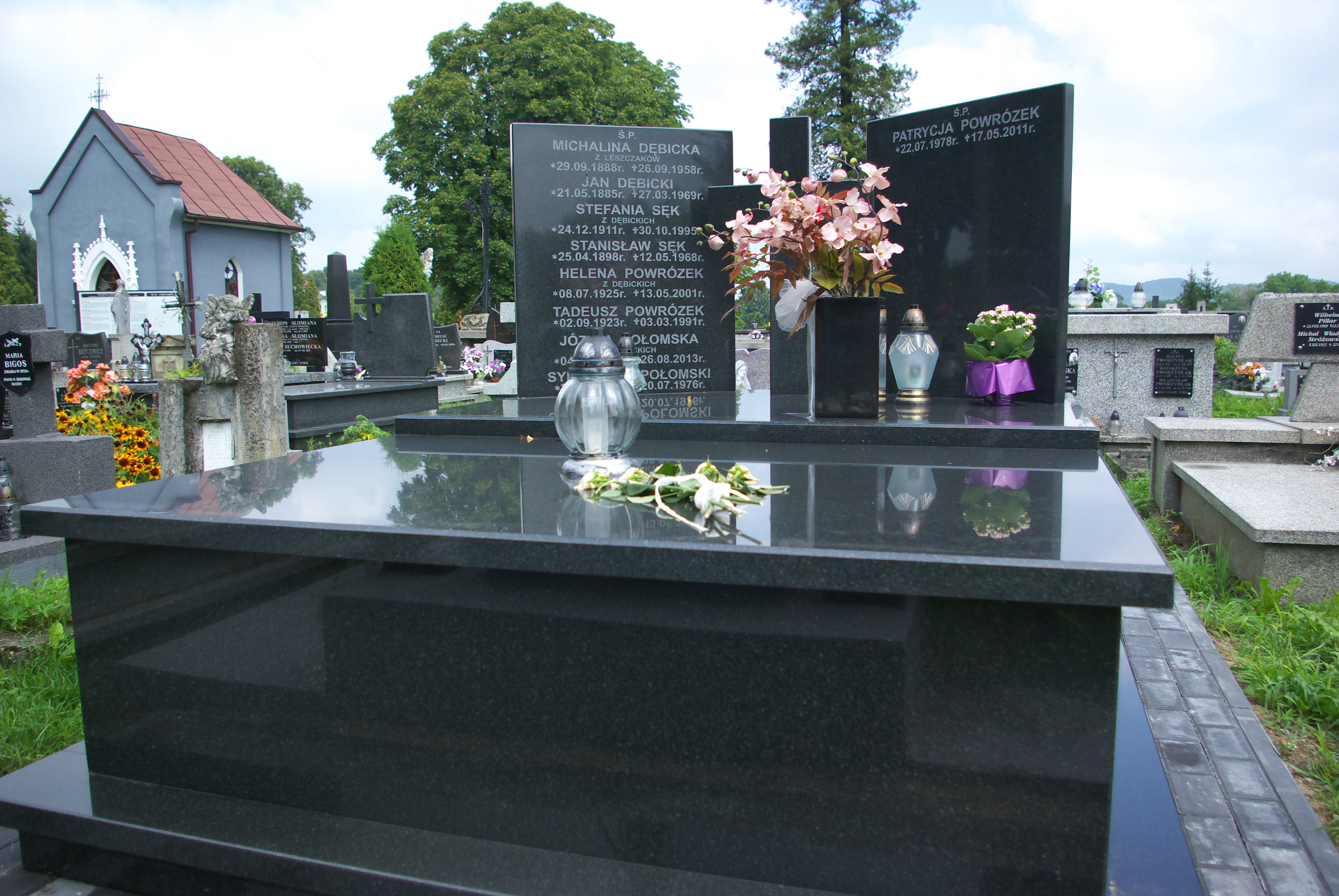
Grobowiec Tadeusza Powrózka i jego rodziny w Sanoku

Przeszedł na emeryturę w 1982. Zamieszkiwał przy ul. Grzegorza z Sanoka 4 w Sanoku. Jego żoną była pochodząca z Nadolan Helena z domu Dębicka (1925-2001, od 1945 także funkcjonariuszka organów BP, biorąca udział w walkach z podziemiem niepodległościowym, członkini PPR i PZPR, w latach 70. jako rencistka i członek KM PZRP była członkiem Wojewódzkiej Komisji Kontroli Partyjnej). Zmarł 3 marca 1991. Został pochowany w grobowcu rodzinnym na Cmentarzu Centralnym w Sanoku.

## Odznaczenia
- Złoty Krzyż Zasługi (1978)[6][3]
- Srebrny Krzyż Zasługi (1969)[1]
- Brązowy Krzyż Zasługi (1946)[28][1]
- Brązowy Medal „Za zasługi dla obronności kraju” (1969)[1]
- Medal im. Ludwika Waryńskiego (1989)[29]
- Odznaka Grunwaldzka (1947)[1]